# Protocronism
Protocronismul (din greacă: πρώτος prõtos „primul” + χρονος chronos „timp”, în traducere „primul timp, strătimpul”) este o tendință de a afirma anticiparea la nivel național a unor realizări artistice și științifice universale.
Termenul a început să circule în România în anii '70 și voia să delimiteze un curent ideologic care sublinia caracterul unic și de pionierat al culturii române. Inițiatorii lui, asemeni tradiționaliștilor interbelici, avertizau asupra consecințelor drastice pe care le poate avea subordonarea față de Occident și implicit denunțau teoriile cosmopolite precum Sincronismul lui Lovinescu. În dezvoltarea sa, protocronismul a luat o valență puternic naționalistă, instrumentată politic de regimul Ceaușescu, care promova un trecut idealizat al țării, trecând peste regulile cercetării științifice și recurgând la date și surse îndoielnice, care puteau legitima mai ușor teoriile protocroniste. Este folosit astăzi pentru a desemna această tendință de manieră generală, sensul putându-se extinde asupra unor fenomene similare din alte state.
În mediul academic aceeași noțiune este denumită peiorativ și dacomanie sau tracomanie. 
Autorul Dan Alexe o numește dacopatie. 
Susținătorii curentului, însă, preferă să se autointituleze dacologi, denunțând o ipotetică cenzură a „științei oficiale” și reclamând dreptul de a-și prezenta părerea și argumentele.

## Istoric

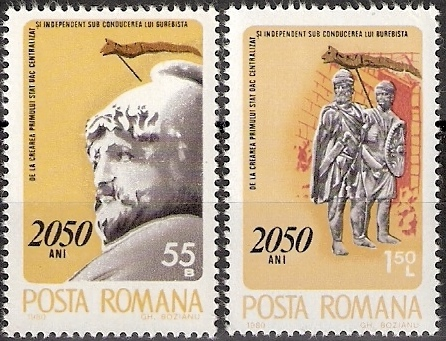
Mărci poștale din 1980, emise cu ocazia împlinirii fictive a 2.050 de ani de la crearea statului „centralizat și independent” al lui Burebista

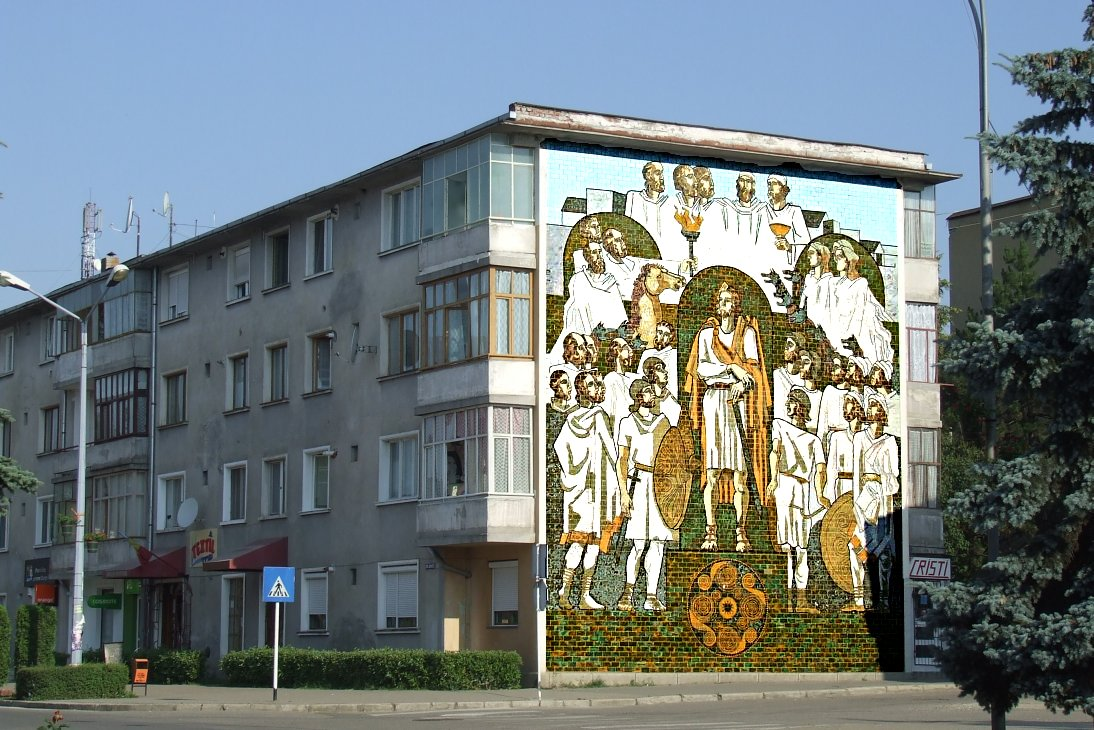
Artă murală (mozaic) pe temă dacică pe un bloc din Orăștie construit în perioada comunistă

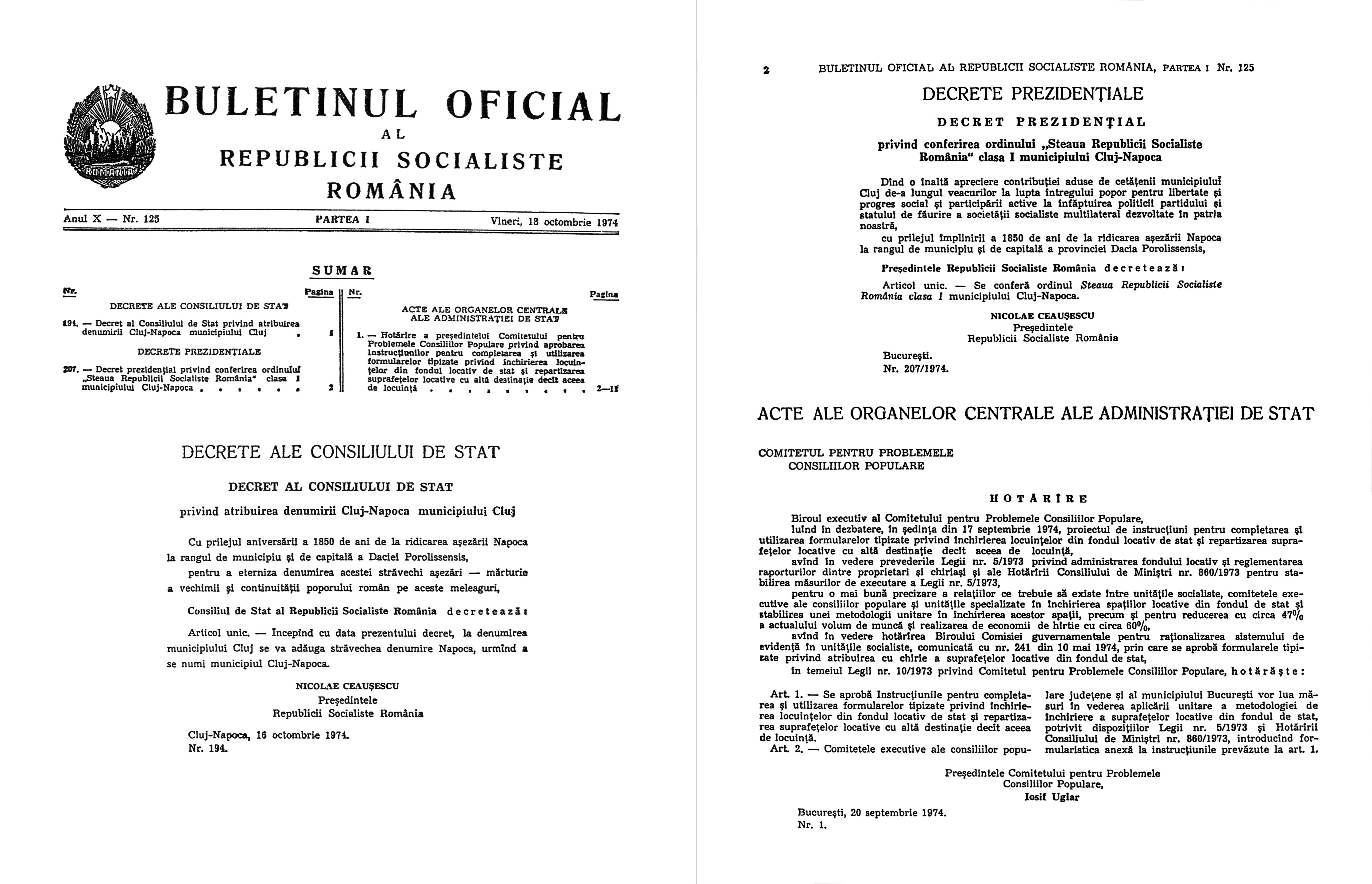
Decretul ceaușist privind adăugarea numelui „Napoca“ la denumirea municipiului Cluj, împreună cu decretul de conferire a ordinului „Steaua RSR” orașului respectiv

Una dintre cauzele des invocate ale fenomenului este legată de un complex de inferioritate specific naționalismului românesc. Una dintre primele expresii ale unei teze protocroniste ar putea fi atribuită lui Bogdan Petriceicu Hasdeu. Savant și pionier al culturii române, cu o operă de valoare incontestabilă în ansamblul său, acesta afirmă într-adevăr în Etymologicum Magnum Romaniae că dinastiile princiare medievale din Țara Românească și Moldova descindeau dintr-o castă dacică ce își avea originile în vremea lui Burebista.
Totuși, un exemplu mult mai edificator este Nicolae Densușianu, ale cărui scrieri sunt grupate în principal în Dacia preistorică. Acesta prezintă într-o manieră speculativ-vizionară o civilizație pelasgă, originară din spațiul românesc, ce domnește de mai bine de un mileniu peste un imperiu întins de la Atlantic până în India și care ar fi la baza întregii culturi europene. Autorul mai califică drept daci personalități istorice ca Asăneștii sau Horea.
După Primul Război Mondial, ideologia de nuanță protocronistă a început să câștige în simpatie în unele cercuri politice. Garda de Fier, organizație de extremă dreaptă, cocheta mai ales cu ideea unei integrări a ceea ce se voia a fi, un mesaj zamolxian (adică dacic) în propria sa ideologie.
Criticând fenomenul, Șerban Cioculescu introduce în 1941 termenul tracomanie pentru respectivele exagerări. Mircea Eliade, deși el însuși era sursă de inspirație pentru exagerări contemporane și ulterioare, relua termenul lui Cioculescu și vorbea de „un curent care, în expresiile lui cele mai extravagante, a meritat numele de «tracomanie»”.
În 1974 Edgar Papu publică în revista culturală Secolul 20 un eseu intitulat „Protocronismul românesc”, susținând prioritatea cronologică românească în cazul unor inovații europene. Folosește ca exemple Învățăturile lui Neagoe Basarab către fiul său Teodosie, care ar fi anticipat literatura barocă europeană, îl consideră pe Dimitrie Cantemir ca pe un scriitor romantic avant la lettre, iar pe Mihai Eminescu ca pe un predecesor al existențialismului și sociologiei. Concluzia lui Papu este că „protocronismul este una din trăsăturile dominante și definitorii ale literaturii noastre în context mondial”.
A fost suficient ca această teorie să fie făcută publică, pentru ca unii oameni de știință și unii ideologi de partid să înceapă să accentueze glorioasele realizări sau descoperiri românești, primele în cele mai diverse domenii. Toate acestea au fost dublate de o glorificare extensivă a realizărilor culturale și politice românești.
Ideea a fost imediat adoptată de regimul naționalist al lui Ceaușescu, care a încurajat și amplificat discursul cultural și istoric, afirmând superioritatea culturii autohtone în fața oricărei influențe străine. Ideologia ceaușistă dezvoltă un concept aparte după 1974, când la al XI-lea Congres al Partidului Comunist din România atașează protocronismul marxismului oficial, afirmând că dacii fondaseră „un stat neorganizat” permanent.
Vladimir Tismăneanu scria că „Protocronismul” a fost ideologia, sponsorizată de partid, care afirma precedența românească în cazul unor descoperiri științifice și culturale majore și a reprezentat, de fapt, fundamentul tiraniei naționaliste a lui Ceaușescu.

## Protocronismul actual
Protocronismul supraviețuiește regimului care îl integrase în ideologia sa oficială, deși trebuie menționat că nu este o „invenție” românească. Internetul dar și publicistica sau literatura oferă o gamă largă de exemple de teorii pseudo-științifice bazate pe argumentații mai mult sau mai puțin elaborate. Unii autori văd în finanțatorii acestor proiecte personalități care au avut în trecut legături cu regimul ceaușist. În acest sens diverși autori citează numele lui  Iosif Constantin Drăgan.
Un motiv des invocat de susținătorii curentului este cel al cenzurii la care ar fi supuși din partea lumii academice. Se creează astfel confuzii între „cenzura” în sensul politic, de limitare a libertății de exprimare, cu selecția (uneori dură) făcută de publicațiile științifice și editurile prestigioase care își asumă astfel un anumit nivel al lucrărilor publicate. Teoria conspirației și denunțarea unei „științe oficiale” și a specialiștilor aserviți ei fac parte din discursul protocronist actual. Un fapt paradoxal, căci dacă a existat o implicare a politicului în problema protocronismului aceasta a fost întotdeauna pentru a-l sprijini.
Napoleon Săvescu, un medic româno-american, este în momentul de față figura inconturnabilă a curentului. Autor al cărții Noi nu suntem urmașii Romei și co-editor împreună cu Iosif Constantin Drăgan al revistei Noi, Tracii, acesta este susținătorul unor teze extrem de controversate. Printre altele susține cucerirea de către daci a Europei de vest, Americii sau Japoniei. Se numără printre organizatorii Congresului Internațional de Dacologie.
George Pruteanu a numit protocronismul „naționalismul paranoic și sterp”, deoarece protocronismul susține că limba dacă a fost originea limbii latine și a tuturor celorlalte limbi, inclusiv indiana și babiloniana.

## Tendințe similare în alte state
Se pot identifica la nivel mondial o varietate de teze pseudo-istorice, unele motivate clar ideologic. Exemple ar fi ideea că sârbii descind din tribul pierdut al lui Israel (aceeași origine fiind uneori atribuită și amerindienilor), tezele continuității sumeriano-ungare sau etrusco-ungare coroborate uneori cu ideea unei inventări timpurii a scrisului de către vechii maghiari, și altele. Sunt mai apropiate însă de fenomenul românesc acele cazuri în care există o puternică implicare politică în propagarea și legitimarea teoriei.
- În Albania dictatorul comunist Enver Hoxha susținea teoria lui Zacharie Mayani că albanezii sunt înrudiți cu civilizația etruscă și cu pelasgii.[necesită citare]
- În Bulgaria dictatorul comunist Todor Jivkov a încurajat studiile asupra originilor trace ale bulgarilor. Fiica sa Liudmila Jivkova a creat Institutul de Tracologie ca parte a Academiei Bulgare de Științe.
- În Iraq dictatorul Saddam Hussein folosea frecvent retorică și imagini care implicau o legătură directă a țării contemporane cu Sumerul sau Babilonul.
- Șahul Iranului Mohammad Reza Pahlavi a încercat să pună bazele unei identități naționale laice făcând apel la Imperiul Persan în diversele sale faze pre-islamice (în special la dinastia Achemenidă).
- Adoptarea civilizației egiptene antice de către naționaliști afro-americani ca pildă de superioritate a rasei africane
- Teoriile despre superioritatea rasei indo-ariene străvechi în viziunea ideologilor rasiști din vestul Europei la sfârșitul secolului al XIX-lea și începutul secolulului al XX-lea în Germania, Franța, Marea Britanie, slujind aspirațiile colonialiste sau expansioniste.[necesită citare]